# 立花実山
立花 実山（たちばな じつざん、明暦元年（1655年） - 宝永5年11月10日（1708年12月21日））は、江戸時代前期の茶人、福岡藩の家老。通称は五郎佐衛門。実山は道号で、諱（実名）は重根（しげもと）。出家して宗有と号する。茶道の南坊流（立花流）を開いた。兄に立花重敬（黒田次郎太夫）、弟に立花増武、立花峯均、立花重躬、子に立花不白、甥に笠原道桂がいる。妻は野村祐春の次女。

## 生涯
明暦元年（1655年）、筑前福岡藩の重臣・立花重種（しげたね、黒田平左衛門、薦野増時の孫）の次男として誕生。
父・重種は1万500石を領し黒田姓を許されたが、その家督は兄の重敬が相続した。実山は8歳より福岡藩3代藩主黒田光之に仕え、45年間の長きにわたった。貝原益軒や木下順庵に学び、書や和歌を能くし、特に和歌に関しては中院通茂に古今伝授を受けた。
延宝5年（1677年）2月、主君・光之は嫡男・綱之を廃嫡し、東蓮寺藩を継いでいた三男・長寛（綱政）を後継ぎと新たに定めたことに異議を唱えたが、聞き入れられなかった。元禄元年（1688年）、光之が隠居して綱政が新藩主となると、綱之の用人として配された経緯もあり、光之の隠居頭取となり3000石余の禄を受けた。
茶人でもあった実山は、元禄3年（1690年）に千利休およびその高弟・南坊宗啓の茶道の秘書といわれる『南坊録』を書写し、さらにこれに補足を加え、秘伝9ヶ条にまとめて『南方録』7巻を著した。これは利休のわび茶を理論的に著述したもので、織部流を基本とし道安流と遠州流を加えた、南坊流（立花流）を開いた。また禅にも通じていたため、元禄9年（1696年）には東林寺を建立し、帰依していた曹洞宗の僧・卍山道白を開祖に同寺を開基した。宝永2年（1705年）、弟子の4人（子の不白、弟の峯均、固本、自得庵）に『南方録』の書写を許可した。
宝永4年（1707年）、長年仕えた藩主・黒田光之が没したのちに東林寺（現・福岡県福岡市博多区博多駅前3丁目）で出家し、住吉村の松月庵に閑居した。ところが宝永5年（1708年）6月3日、光之の跡目をめぐっての「綱之騒動」の巻き添えとなり、義父の野村祐春にお預けとなり、嘉麻郡鯰田村に幽閉。幽閉中に『瑞鳳山東林寺後々之記』『梵字艸（ぼんじそう）』3巻を著した。同年11月、黒田綱政の命により殺害された。没後40年、6代藩主黒田継高により東林寺に改葬された。

## 著作
- 『壷中炉談』実山 記、元禄13。
  - 『南方続録 壺中炉談』淡交社〈茶書古典集成. 11〉、2021年。
- 『岐路弁疑』実山 記、元禄16。
  - 『南方続録 岐路弁疑』淡交社〈茶書古典集成. 11〉、2021年。
- 『梵字艸』（宗有(実山)撰）。
- 『喫去又録』実山 記。
  - 『喫去又録』淡交社〈茶書古典集成. 11〉、2021年。
- 『実山茶湯覚書』淡交社〈茶書古典集成. 11〉、2021年。

## 立花実山を題材にした作品
- 岩井護『まぼろしの南方録』講談社、1976年。